# 雪松烷
雪松烷（英語：cedrane）是一种有机化合物，化学式C15H26，可见于Didymocheton spectabilis等物种。在催化下，它可以被过氧乙酸氧化为9-雪松酮，或被高碘酸钠氧化为异雪松醇。